# Mont Jakuchi
Le mont Jakuchi (寂地山, Jakuchi-san) est une montagne culminant à 1 337 m d'altitude à la limite des villes d'Iwakuni dans la préfecture de Yamaguchi et Yoshika dans la préfecture de Shimane au Japon.